# Герберт Семуель
Герберт Луїс Семюел GCB OM PC, 1-й віконт Семюел (англ. Herbert Louis Samuel, 1st Viscout Samuel ; 6 листопада 1870 — 5 лютого 1963, Лондон) — британський політичний діяч, перший Верховний комісар Палестини.

## Біографія

### Дитинство і юність
Герберт Луїс Семюел народився наприкінці 1870 року в сім'ї Едвіна (Менахема) та Клари Семюел. Його батько і дядько очолювали одну з найбільших британських фінансових компаній Samuel and Montegu і були родичами баронам Ротшильдам. Незабаром після народження Герберта сім'я, в якій було п'ятеро дітей, перебралася до Лондона, де Герберт ріс у колі заможних британських євреїв. Коли йому було сім років, помер батько, і вихованням хлопчика займалася мати — ультраортодоксальна єврейка. Пізніше вплив на погляди Герберта почав надавати його дядько Семюел Монтегю — також віруючий єврей, проте значно менш жорсткого штибу, і діяч Ліберальної партії. Навчання в Балліол-коледжі Оксфордського університету, закінченому в 1893 році, остаточно сформувало погляди молодого Семюела як лівого ліберала, який мало цікавиться релігією, зате зі значними політичними амбіціями. Вже у 18 років він став членом Ліберальної партії.
З середини 1890-х Герберт Семюел активно зайнявся політикою. У 1895 і 1900 роках він балотувався до Палати громад від Південного Оксфордшира, але двічі поспіль програв вибори. У проміжку між кампаніями 1897 року він одружився з Беатріс Франклін — ще однією представницею замкнутого товариства впливових британських євреїв.
Теоретична робота Семюела не залишилася непоміченою лідерами британських лібералів. За допомогою Ліберальної партії він виграв вибори 1902 року і став членом парламенту від графства Клівленд, де його основним електоратом були шахтарі та заводські робітники.

### Політична кар'єра напередодні та протягом Першої світової війни
Незабаром після обрання до парламенту Семюел склав репутацію талановитого оратора. Не будучи харизматичним, він при цьому мав дар переконання, умів обґрунтувати свою позицію логічно і відрізнявся увагою до деталей. Ці можливості стали йому перепусткою на адміністративні посади в урядах, формованих Ліберальної партією.
У 1905 році Семюел був призначений заступником міністра внутрішніх справ. Його сферою діяльності стала підготовка соціальних реформ, і він зокрема відповідав за законопроєкти про допомогу дітям, що потребують, захист прав робітників, регулювання імміграції та реформу пенітенціарної системи для малолітніх злочинців (так званий Дитячий закон). В 1908 Семюел був включений до складу Тайної ради, а в 1909 став членом кабінету Асквіта, отримавши один з найменш важливих постів міністерського рівня — канцлера герцогства Ланкастерського. Це призначення зробило його першим в історії членом урядового кабінету Великої Британії єврейського віросповідання. У 1910 році він отримав більш відповідальне міністерське призначення, ставши Генерал-почтмейстером. Під час перебування Семюела на цій посаді він провів низку реформ поштового відомства, спрямованих на підвищення його ефективності. У цей період у Великій Британії вперше з'являється авіапошта і здійснюється націоналізація телефонного зв'язку, що перейшла у відання поштового відомства. У 1913 році його ім'я опинилося в центрі корупційного скандалу після того, як він, разом з низкою інших провідних політиків (включно з Генеральним прокурором Руфусом Айзексом), придбав акції компанії Marconi напередодні отримання нею вигідного урядового замовлення і через деякий час прибутково їх продав. В результаті суду, що відбувся, всі звинувачення проти нього були зняті.
В 1914 Семюел був призначений секретарем Ради місцевого управління; у його віданні виявилися питання оподаткування, соціального законодавства та охорони здоров'я. На цій посаді він зустрів світову війну, в ході якої був спочатку повернутий на посаду Генерал-поштмейстера, а пізніше очолював Хоум-офіс. Серед проєктів, здійснених ним у цей період, було створення системи прийому та адаптації біженців. До цього часу відноситься і початок його захоплення ідеями сіонізму. Він поставив питання про створення єврейської держави в Палестині спочатку перед Девідом Ллойд-Джорджем, а потім перед міністром закордонних справ Греєм, отримавши від обох позитивні відгуки. У 1915 році Семюел розповсюдив серед членів кабінету меморандум, що пропонує запровадження британського протекторату над Палестиною, метою якого стало б заохочення єврейського заселення цього регіону, формування єврейської більшості серед його населення та в результаті заснування єврейського самоврядування під егідою Великої Британії. Проєкт на цьому етапі був відхилений через протидію прем'єр-міністра Асквіта. Зусилля Семюела та інших відомих сіоністських діячів привели в 1917 році до створення документа, відомого як Декларація Бальфура і виражає позитивне ставлення британського уряду до заснування в Палестині «національного будинку для єврейського народу».

### На посаді Верховного комісара Палестини
Після поразки лібералів на чергових виборах Семюел втратив свій міністерський пост, але продовжував обіймати важливі посади у поштовому відомстві та Хоум-офісі аж до 1920 року. У 1920 році він був зведений у лицарське звання, ставши лицарем Великого хреста ордена Британської імперії, і був призначений першим Верховним комісаром Палестини, відповідальним за управління територією, на яку Велика Британія отримала мандат від Ліги Націй. Будучи гарячим прихильником створення в Палестині єврейської держави та особистим другом голови Всесвітньої сіоністської організації Хаїма Вейцмана, Семюел в той же час був рішучим противником насильства в тому числі проти арабського населення Палестини і переконаним апологетом вирішення тертя шляхом переговорів.

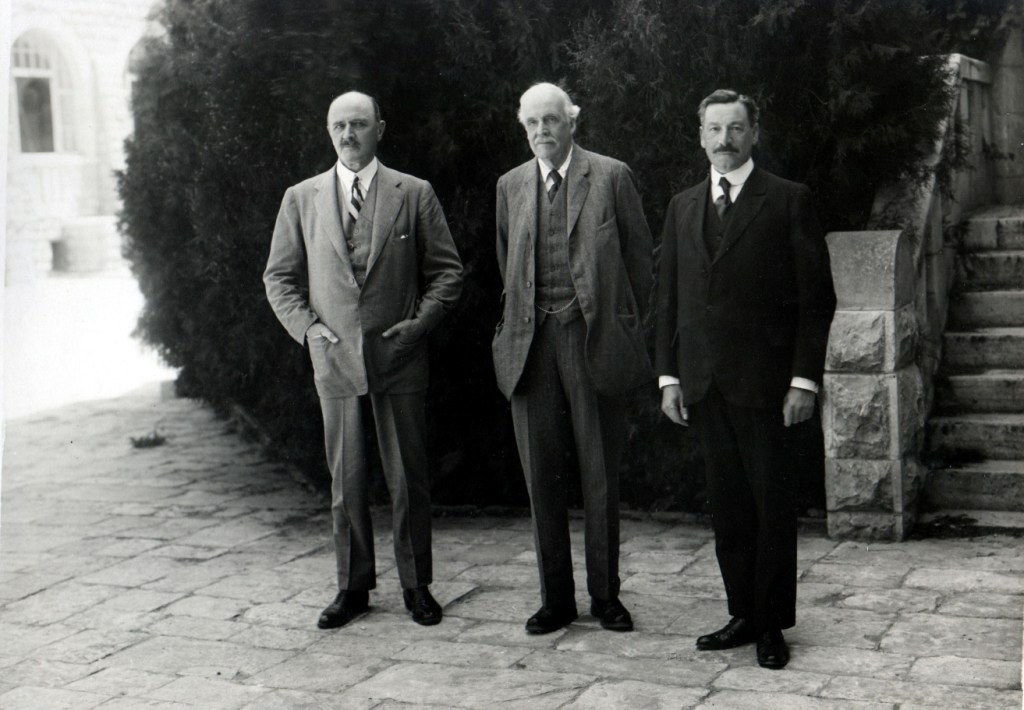
Генерал Алленбі, лорд Бальфур та Верховний комісар Семюел у Єрусалимі

Семюел прибув Палестину 30 липня 1920 року. До цього моменту на урядовому рівні було прийнято рішення про виділення з мандатної території емірату Трансйорданія, і Верховному комісару довелося негайно займатися не тільки врегулюванням питань кордонів з французькими мандатних територіями в Сирії і Лівані, а й забезпеченням стабільності режимів в Зайордання і Іраку. У перші ж місяці на посаді він також зіткнувся з нестачею коштів, необхідних для єврейської колонізації земель Палестини (ці фонди передбачалося поповнювати за рахунок пожертв від багатих євреїв за кордоном), а дещо пізніше, в 1921 році, — із запеклим опором єврейської імм з боку палестинських арабів. У травні 1921 року в ході заворушень, що спалахнули в Яффі, загинули близько сотні євреїв і арабів, що незабаром спричинило стратегічне рішення про обмеження єврейської імміграції, обсяг якої був поставлений у відповідність до «економічної ємності» країни. Для вирішення питань співіснування арабського та єврейського населення при Верховному комісарі було створено дорадчу раду, до якої, крім десяти мандатних чиновників, входили представники трьох секторів населення: мусульманського, християнського (по три особи) та єврейського (чотири особи). Після двох років роботи, однак, мусульманські представники відмовилися від подальшої співпраці. Єврейська підтримка Семюела також розтанула, коли він погодився на обмеження в'їзду нових іммігрантів, а призначення ним як Єрусалимський муфтій одного з найвпливовіших націоналістів — Хаджа Аміна аль-Хусейні — замість вирішення проблем протистояння призвело до їх поглиблення. У Верховному комісарі розчарувалися не лише радикальні єврейські націоналісти на чолі з Жаботинським, а й керівництво сіоністів-соціалістів. При цьому, незважаючи на напруженість, Семюелу вдалося запобігти до моменту передачі повноважень у 1925 році повторення яффських погромів, а єврейське населення Палестини зросло з 55 тисяч чоловік у 1919 до 108 тисяч у 1925 році. Британська влада офіційно визнала низку єврейських структур у Палестині — зокрема, Верховний рабінат, — а однією з трьох офіційних мов мандатної Палестини став іврит. Значних успіхів було також досягнуто у судовій сфері, освіті та охороні здоров'я, у роботі санітарних служб та зв'язку.

### Подальша кар'єра

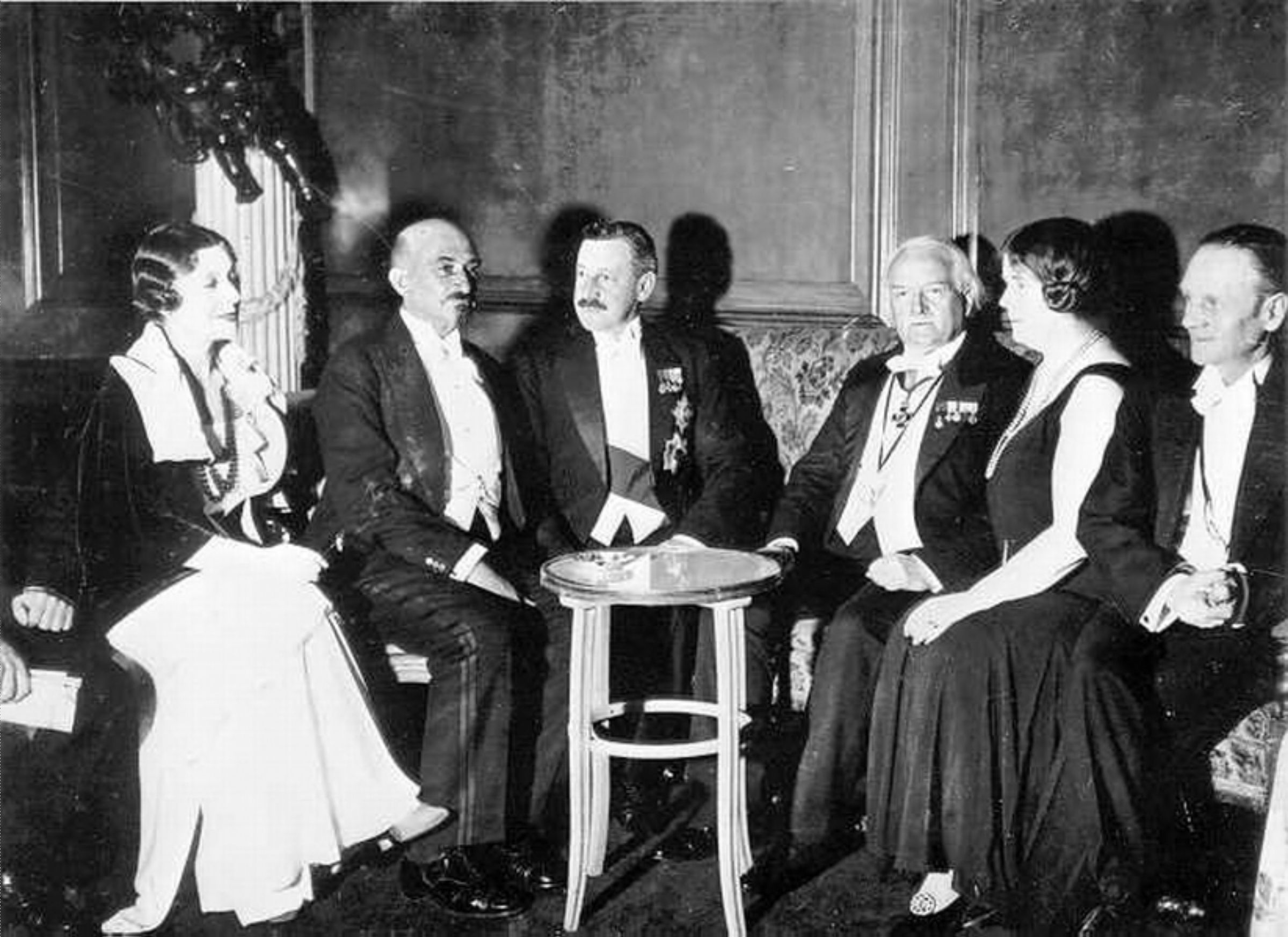
Герберт Семюел (третій ліворуч) з Хаїмом Вейцманом та Девідом Ллойд Джорджем, фотографія 1930-х років

Повернувшись на батьківщину, Семюел розраховував присвятити свій час філософії та творчості, але обставини змусили його негайно включитися в політичний процес як посередник між робітниками вугільної промисловості, шахтовласниками та урядом. У липні 1926 року він був зведений у гідність лицаря Великого хреста ордена Бані за роль, зіграну у вирішенні кризи у вугільній промисловості та припиненні загального страйку.
Підтримуючи тісні контакти з лейбористським керівництвом (зокрема, Беатрисою і Сіднеєм Веббом), наприкінці десятиліття Семюел повернувся до парламенту як депутат від Ліберальної партії. У наступне десятиліття він залишався одним із лідерів партії, обіймаючи по ходу низку урядових посад (зокрема, пост міністра внутрішніх справ у 1931 — 1932 роках у кабінеті Дж. Р. Макдональда, з якого вийшов через незгоду з протекціоністською лінією уряду). До поразки на виборах 1935 року, не займаючи міністерських постів, він залишався лідером ліберальної фракції у Палаті громад. У 1937 році йому був наданий титул віконту, і в 1944 — 1955 роках він був лідером поріділої ліберальної фракції в Палаті лордів.
Крім урядових і парламентських постів, Семюел обіймав низку високих громадських посад. Зокрема, залишаючись прихильником сіонізму, він у 1936 році був призначений головою правління Палестинської електричної компанії, входив до опікунської ради Єврейського університету в Єрусалимі. Після виходу з активної політики він написав кілька філософських праць:
- «Практична етика» (1935)
- «Філософія на кожен день: переконання та дія» (1937)
- «Людина-творець» (1949)
- «Фізичні нариси» (1951)
- «У пошуках реальності» (1957)

1945 року вийшли також його мемуари. Герберт Семюел помер у Лондоні у лютому 1963 року, на 93-му році життя. Титул віконта Самуеля успадкував його старший син Едвін.

## Оцінки діяльності
У традиційній сіоністській історіографії обережна політика Семюела в Палестині розглядається як відступ від принципів Декларації Бальфура та запобігання перед радикальними арабськими елементами. У той же час у роботах ізраїльських " нових істориків " та арабських дослідженнях, присвячених британському мандату в Палестині, він зображується радикальним сіоністом, який послідовно підтримував євреїв і ущемляв інтереси арабського населення, для вигляду заграючи з його вождями. Насправді, як пише біограф Семюела Бернард Вассерстейн, ні та, ні інша сторона не представляють у своїх публікаціях повної картини і не відображають політичних та ідеологічних протиріч у діяльності першого Верховного комісара Палестини.